# Deilephila indistincta
Deilephila indistincta är en fjärilsart som beskrevs av Tutt 1904. Deilephila indistincta ingår i släktet Deilephila och familjen svärmare. Inga underarter finns listade i Catalogue of Life.